# Ellesmere Castle
Ellesmere Castle är ett slott i Storbritannien.   Det ligger i grevskapet Shropshire i riksdelen England, i den södra delen av landet, 240 km nordväst om huvudstaden London. Ellesmere Castle ligger 113 meter över havet.
Terrängen runt Ellesmere Castle är huvudsakligen platt. Ellesmere Castle ligger uppe på en höjd. Runt Ellesmere Castle är det ganska tätbefolkat, med 86 invånare per kvadratkilometer. Närmaste större samhälle är Wrexham, 17,1 km norr om Ellesmere Castle. Trakten runt Ellesmere Castle består till största delen av jordbruksmark.